# Tasa
Tasa là một chi nhện trong họ Salticidae.